# Gamboru
Gamboru (oder auch Gamburu) ist eine Kleinstadt in Borno im Nordosten Nigerias nahe der Grenze zu Kamerun.

## Anschläge
- Am 28. September 2013 wurden in zwei Vororten von Gamboru, Fulatari und Kanumburi, 27 Menschen bei Angriffen durch die Boko Haram getötet.
- Bei einem Selbstmordanschlag auf eine Moschee in Gamboru starben am 4. Januar 2018 mindestens 14 Menschen. Nur der Muezzin überlebte.[3]